# Tonuzoba
Tonuzoba vagy Tonuzaba (oguz „disznó-aba”) besenyő törzsfő volt, aki Taksony fejedelem idején költözött az országba népe egy részével. Utódai magyar úri nemzetségeket alapítottak, őt tekintik a Tomaj, Szalók, Bő és Örkény nemzetség ősének, de a Maglód és Tátony nemzetséggel is kapcsolatba szokták hozni.
Nevében az aba vagy apa türk méltóságnév.
Egyes források kapcsolatba hozzák Vazullal, aki Szent István unokatestvére volt.
Anonymus szerint Taksony „Kunországból” nősült, ahol ekkor a besenyők laktak, valószínűleg ezzel a házassággal lehet kapcsolatban Tonuzoba Magyarországra költözése, a házasság a szövetséget pecsételte meg. Tonuzoba Hevesben kapott birtokot Taksony tiszai szállása mellett, ahogy az a fejedelmi sógorsággal máskor is megtörtént. Népének zömét a nyugati határon a mosoni kapunál telepítette le ekkor valószínűleg Taksony, hogy védje az országot a 955-ös augsburgi vereség utáni időszakban.
Tonuzoba a besenyő törzsszövetség második méltóságát viselte.
Valószínűleg a talmács törzs feje volt, mert ennek a besenyő törzsnek a neve jelent meg ekkoriban a nyugati és a déli határvidéken is (Stájerországban Tillmitsch, Morvaországban Tlumačov, az Olt-szorosban Nagytalmács).
Géza fejedelem kezdett bele Magyarországon az erőszakos térítésbe 970 után, ezért már az ő idejében történt, hogy Tonuzobát választás elé állították.
A krónikák szerint megrögzött pogány volt, aki nem akarta felvenni a keresztséget, inkább – élve vagy halva – eltemetkezett az Abádi-révnél (Abádszalók).
Utódait viszont nem érintette büntetése, ami a türk-mongol ítélkezés sajátja, szemben a korabeli szlávval, ahol gyakori volt teljes nemzetségek kiirtása (pl. cseh Szlavnikok és Vrsovecek), ezért Tonuzoba végül sok magyar úri nemzetség őse lehetett.
Tonuzoba fia Anonymus szerint Urkund (Örkény) volt, aki megkeresztelkedett apjával ellentétben, az ő fia lehetett Tomaj, akitől egyik nemzetsége a nevét kapta István idején.